# Prodidomus woodleigh
Prodidomus woodleigh là một loài nhện trong họ Gnaphosidae.
Loài này thuộc chi Prodidomus. Prodidomus woodleigh được Norman I. Platnick & Barbara Baehr miêu tả năm 2006.